# Ново-Покровское
Ново-Покровское — деревня в Гусь-Хрустальном районе Владимирской области России, входит в состав муниципального образования «Посёлок Золотково».

## География
Деревня расположена в 29 км на север от центра поселения посёлка Золотково и в 47 км на северо-восток от Гусь-Хрустального.

## История
В конце XIX — начале XX века деревня входила в состав Заколпской волости Меленковского уезда, с 1926 года — в составе Бутылицкой волости Муромского уезда. В 1859 году в деревне числилось 22 двора, в 1905 году — 46 дворов, в 1926 году — 40 дворов.
С 1929 года деревня являлась центром Ново-Покровского сельсовета Гусь-Хрустального района, с 1940 года — в составе Лесниковского сельсовета, с 1960 года — в составе Протасьевского сельсовета, с 1977 года — в составе Лесниковского сельсовета, с 2005 года — в составе муниципального образования «Посёлок Золотково».

## Население
| 1859 | 1905 | 1926 | 2002 | 2010 | 2021 |
| ---- | ---- | ---- | ---- | ---- | ---- |
| 153  | ↗281 | ↘212 | ↘23  | ↘15  | ↘5   |